# Avranville
Avranville es una comuna francesa situada en el departamento de Vosgos, en la región de Gran Este.

## Demografía
| 98 | 90 | 73 | 78 | 85 | 68 | 70 |
| Para los censos de 1962 a 1999 la población legal corresponde a la población sin duplicidades (Fuente: INSEE [Consultar]) |    |    |    |    |    |    |